# Guiana nos Jogos Pan-Americanos de 2019
A Guiana competiu nos Jogos Pan-Americanos de 2019 em Lima de 26 de julho a 11 de agosto de 2019.
Em 14 de julho de 2019, a Associação Olímpica da Guiana anunciou uma equipe completa de 26 atletas (17 homens e nove mulheres) para competir em oito esportes.
Durante a cerimônia de abertura dos jogos, o boxeador Keevin Allicock foi o porta-bandeira do país na parada das nações.

## Competidores
Abaixo está a lista de competidores (por gênero) participando dos jogos por esporte/disciplina.
| Esporte       | Homens | Mulheres | Total |
| ------------- | ------ | -------- | ----- |
| Atletismo     | 1      | 3        | 4     |
| Badminton     | 1      | 1        | 2     |
| Boxe          | 1      | 0        | 1     |
| Swimming      | 1      | 1        | 2     |
| Rugby sevens  | 12     | 0        | 12    |
| Squash        | 0      | 3        | 3     |
| Taekwondo     | 1      | 0        | 1     |
| Tênis de mesa | 0      | 1        | 1     |
| Total         | 17     | 9        | 26    |

## Atletismo
A Guiana qualificou quatro atletas (um homem e três mulheres).
Chave
- Nota– As posições dadas para os eventos de pista são para a fase inteira
- q = Qualificado à próxima fase como perdedor mais rápido ou, em eventos de campos, pela posição sem atingir a meta de qualificação
- DNF = Não terminou

Eventos de pista
| Atleta            | Evento                       | Semifinais | Semifinais | Final       | Final       |
| Atleta            | Evento                       | Resultado  | Posição    | Resultado   | Posição     |
| ----------------- | ---------------------------- | ---------- | ---------- | ----------- | ----------- |
| Emanuel Archibald | 100 m masculino              | 10.62      | 20ª        | Não avançou | Não avançou |
| Brenessa Thompson | 100 m feminino               | 11.96      | 17ª        | Não avançou | Não avançou |
| Brenessa Thompson | 200 m feminino               | 24.20      | 18ª        | Não avançou | Não avançou |
| Aliyah Abrams     | 400 m feminino               | 52.95      | 8ª q       | 52.63       | 7ª          |
| Jenea McCammon    | 100 m com barreiras feminino | DNF        | DNF        | Não avançou | Não avançou |

Evento de campo
| Atleta            | Evento                       | Final     | Final   |
| Atleta            | Evento                       | Distância | Posição |
| ----------------- | ---------------------------- | --------- | ------- |
| Emanuel Archibald | Salto em distância masculino | 7.22      | 11ª     |

## Badminton
A Guiana qualificou uma equipe de dois atletas de badminton (um por cada gênero).
| Atleta                             | Evento               | Primeira rodada      | Segunda rodada                                 | Oitavas-de-final     | Quartas-de-final     | Semifinais           | Final                | Posição     |
| Atleta                             | Evento               | Adversário Resultado | Adversário Resultado                           | Adversário Resultado | Adversário Resultado | Adversário Resultado | Adversário Resultado | Posição     |
| ---------------------------------- | -------------------- | -------------------- | ---------------------------------------------- | -------------------- | -------------------- | -------------------- | -------------------- | ----------- |
| Narayan Ramdhani                   | Individual masculino | Bye                  | Ricketts (JAM) L 0–2 (13–21, 23–25)            | Não avançou          | Não avançou          | Não avançou          | Não avançou          | Não avançou |
| Priyanna Ramdhani                  | Individual feminino  | Bye                  | Villalobos (CRC) L 0–2 (8–21, 14–21)           | Não avançou          | Não avançou          | Não avançou          | Não avançou          | Não avançou |
| Narayan Ramdhani Priyanna Ramdhani | Duplas mistas        | —                    | Palacio / Rodriguez (CUB) L 0–2 (20–22, 11–21) | Não avançou          | Não avançou          | Não avançou          | Não avançou          | Não avançou |

## Boxe
A Guiana qualificou um boxeador masculino.
Masculino
| Atleta          | Evento | Quartas-de-final      | Semifinais           | Final                | Posição     |
| Atleta          | Evento | Adversário Resultado  | Adversário Resultado | Adversário Resultado | Posição     |
| --------------- | ------ | --------------------- | -------------------- | -------------------- | ----------- |
| Keevin Allicock | 56 kg  | Fernández (URU) L 2–3 | Não avançou          | Não avançou          | Não avançou |

## Natação
A Guiana recebeu duas vagas de universalidade para inscrever um homem e uma mulher.
Chave
- Nota – Posições são dadas para a fase inteira

| Atleta          | Evento                | Eliminatória | Eliminatória | Final       | Final       |
| Atleta          | Evento                | Tempo        | Pos.         | Tempo       | Pos.        |
| --------------- | --------------------- | ------------ | ------------ | ----------- | ----------- |
| Daniel Scott    | 100 m livre masculino | 56.94        | 28ª          | Não avançou | Não avançou |
| Daniel Scott    | 200 m livre masculino | 2:03.77      | 21ª          | Não avançou | Não avançou |
| Daniel Scott    | 400 m livre masculino | 4:28.29      | 18ª          | Não avançou | Não avançou |
| Nikita Fiedtkou | 50 m livre feminino   | 29.24        | 27ª          | Não avançou | Não avançou |
| Nikita Fiedtkou | 100 m livre feminino  | 1:06.07      | 28ª          | Não avançou | Não avançou |

## Rugby sevens
A Guiana classificou uma equipe de 12 atletas ao ficar em segundo na disputa do RAN Sevens de 2018.
Sumário
| Equipe           | Evento    | Fase de grupos          | Fase de grupos       | Fase de grupos       | Fase de grupos | Semifinal                                        | Final / MB / Po.                        | Final / MB / Po. |
| Equipe           | Evento    | Adversário Resultado    | Adversário Resultado | Adversário Resultado | Posição        | Adversário Resultado                             | Adversário Resultado                    | Posição          |
| ---------------- | --------- | ----------------------- | -------------------- | -------------------- | -------------- | ------------------------------------------------ | --------------------------------------- | ---------------- |
| Guiana masculino | Masculino | Estados Unidos · D 0–62 | Brasil · D 0–59      | Chile · D 7–87       | 4º             | Classificação do 5º-8º lugar · Jamaica · D 19–33 | Jogo do sétimo lugar · Uruguai · D 0–24 | 8º               |

### Masculino
Elenco
O elenco de 12 atletas da Guiana foi escolhido oficialmente em 14 de julho de 2019.
- Vallon Adams
- Lancelot Adonis
- Jamal Angus
- Godfrey Broomes
- Claudius Butts
- Avery Corbin
- Selwyn Henry
- Patrick King
- Ronald Mayers
- Ozie McKenzie
- Dwayne Schroeder
- Richard Staglon
- Peabo Hamilton

Grupo A
| Pos | Equipe         | Pts | J | V | E | D | PP  | PC  | SP   | Classificado |
| --- | -------------- | --- | - | - | - | - | --- | --- | ---- | ------------ |
| 1   | Brasil         | 8   | 3 | 2 | 1 | 0 | 85  | 24  | +61  | Semifinais   |
| 2   | Estados Unidos | 7   | 3 | 2 | 0 | 1 | 92  | 19  | +73  | Semifinais   |
| 3   | Chile          | 6   | 3 | 1 | 1 | 1 | 108 | 41  | +67  | 5º-8º lugar  |
| 4   | Guiana         | 3   | 3 | 0 | 0 | 3 | 7   | 208 | −201 | 5º-8º lugar  |

| 26 de julho de 2019 11:55 |        |        |                                                                                |
| Estados Unidos | 62–0   | Guiana | Centro Esportivo de Villa María del Triunfo Árbitro: Nehuen Jauri Rivero (ARG) |
| Tries: Melphy 0'c Noble 2'c Brown (3) 4'm, 9'm, 11'c Wheeler 5'm Tupuola 7'c Lachina 8'c Broselle (2) 10'm, 14'c Conv.: Melphy (4/6) 1', 2', 7', 8' Fuala'au (2/4) 12', 14' | Report |        | Centro Esportivo de Villa María del Triunfo Árbitro: Nehuen Jauri Rivero (ARG) |

| 27 de julho de 2019 11:50 |        |        |                                                                      |
| Brasil | 59–0   | Guiana | Centro Esportivo de Villa María del Triunfo Árbitro: Dale Hall (CAN) |
| Tries: da Silva (2) 0'm, 5'c F. Sancery 2'c Giantorno 3'm Tenório 7'c Bourda-Couhet 7'c Reeves 9'c Massari 11'c Tranquez 13'c Conv.: Duque (2/4) 2', 5' Giantorno (1/1) 7' Reeves (4/4) 7', 9', 12', 14' | Report |        | Centro Esportivo de Villa María del Triunfo Árbitro: Dale Hall (CAN) |

| 27 de julho de 2019 15:40 |        |                                            |                                                                        |
| Chile | 87–7   | Guiana                                     | Centro Esportivo de Villa María del Triunfo Árbitro: Cisco Lopez (USA) |
| Tries: Urroz 0'c Brangier (3) 1'c, 11'c, 12'c Silva (4) 2'c, 6'c, 7'm, 7'c Fe. Neira 5'c Fernández 8'c Blanc (2) 9'c, 13'm Tredinick 10'c Conv.: Urroz (4/5) 0', 1', 6', 8' Fernández (7/8) 3', 5', 9', 9', 11', 11', 12' | Report | Tries: Angus 14'c Conv.: Broomes (1/1) 14' | Centro Esportivo de Villa María del Triunfo Árbitro: Cisco Lopez (USA) |

Classificação do 5º ao 8º lugar
| 28 de julho de 2019 10:25                                                                            |           |                                                                         |                                                                        |
| Jamaica                                                                                              | 33–19     | Guiana                                                                  | Centro Esportivo de Villa María del Triunfo Árbitro: Cisco Lopez (USA) |
| Tries: Caton-Brown 2'c Caven 3'c Facey (2) 4'c, 8'c Osborne 10'm Conv.: Adamson (4/5) 2', 3', 4', 8' | Relatório | Tries: King (2) 11'c, 14'c Schroeder 12'm Conv.: Broomes (2/3) 11', 14' | Centro Esportivo de Villa María del Triunfo Árbitro: Cisco Lopez (USA) |

Disputa pelo sétimo lugar
| 28 de julho de 2019 13:50                                                                           |      |        |                                                                        |
| Uruguai                                                                                             | 24–0 | Guiana | Centro Esportivo de Villa María del Triunfo Árbitro: Cisco Lopez (USA) |
| Tries: Plottier 2'c Ubilla 7'c Brazionis 9'm Viñals 12'm Conv.: Ubilla (2/3) 3', 7' Brazionis (0/1) |      |        | Centro Esportivo de Villa María del Triunfo Árbitro: Cisco Lopez (USA) |

## Squash
A Guiana qualificou uma equipe feminina de três atletas. A equipe foi nomeada oficialmente em 14 de julho de 2019.
Feminino
Individual e duplas
| Atleta                         | Evento     | Oitavas-de-final                              | Quartas-de-final                                   | Semifinais           | Final                | Final       |
| Atleta                         | Evento     | Adversária Resultado                          | Adversária Resultado                               | Adversária Resultado | Adversária Resultado | Posição     |
| ------------------------------ | ---------- | --------------------------------------------- | -------------------------------------------------- | -------------------- | -------------------- | ----------- |
| Mary Fung-A-Fat                | Individual | Pinto (CHI) D 1–3 (7–11, 4–11, 11–7, 10–12)   | Não avançou                                        | Não avançou          | Não avançou          | Não avançou |
| Ashley Khalil                  | Individual | Delgado (CHI) D 1–3 (8–11, 12–14, 11–7, 3–11) | Não avançou                                        | Não avançou          | Não avançou          | Não avançou |
| Ashley Khalil Taylor Fernandes | Duplas     | —                                             | Delgado (CHI) Pinto (CHI) D 1–2 (4–11, 11–8, 5–11) | Não avançou          | Não avançou          | Não avançou |

Equipe
| Atleta                                         | Evento | Fase de grupo        | Fase de grupo        | Fase de grupo        | Fase de grupo | Quartas-de-final     | 5º-8º lugar          | Disputa do 5º lugar  | Disputa do 5º lugar |
| Atleta                                         | Evento | Adversário Resultado | Adversário Resultado | Adversário Resultado | Posição       | Adversário Resultado | Adversário Resultado | Adversário Resultado | Posição             |
| ---------------------------------------------- | ------ | -------------------- | -------------------- | -------------------- | ------------- | -------------------- | -------------------- | -------------------- | ------------------- |
| Mary Fung-A-Fat Ashley Khalil Taylor Fernandes | Equipe | COL Colômbia D 0–3   | PER Peru V 3–0       | CAN Canadá D 0–3     | 3º Q          | MEX México D 0–2     | PER Peru V 3–0       | ARG Argentina D 0–2  | 6ª                  |

## Taekwondo
A Guiana recebeu um convite na categoria até 68 kg masculino.
Kyorugi
Masculino
| Atleta      | Evento | Oitavas-de-final           | Quartas-de-final     | Semifinais           | Repescagem           | Final / BM           | Posição     |
| Atleta      | Evento | Adversário Resultado       | Adversário Resultado | Adversário Resultado | Adversário Resultado | Adversário Resultado | Posição     |
| ----------- | ------ | -------------------------- | -------------------- | -------------------- | -------------------- | -------------------- | ----------- |
| Justin Choy | 68 kg  | Nkogho-Mengue (CAN) D 4–24 | Não avançou          | Não avançou          | Não avançou          | Não avançou          | Não avançou |

## Tênis de mesa
A Guiana qualificou uma atleta feminina para o tênis de mesa.
Feminino
| Atleta          | Evento     | Primeira rodada      | Oitavas-de-final     | Quartas-de-final     | Semifinais           | Final                | Posição     |
| Atleta          | Evento     | Adversária Resultado | Adversária Resultado | Adversária Resultado | Adversária Resultado | Adversária Resultado | Posição     |
| --------------- | ---------- | -------------------- | -------------------- | -------------------- | -------------------- | -------------------- | ----------- |
| Chelsea Edghill | Individual | Medina (COL) D 0–4   | Não avançou          | Não avançou          | Não avançou          | Não avançou          | Não avançou |